# Katharina Menz
Katharina Menz, född 8 oktober 1990, är en tysk judoutövare.
Menz tävlade för Tyskland vid olympiska sommarspelen 2020 i Tokyo. Hon blev utslagen i den första omgången i extra lättvikt mot Mary Dee Vargas. Menz var även en del av Tysklands lag som tog brons i den mixade lagtävlingen.